# 경희궁길
경희궁길(慶熙宮길, Gyeonghuigung-gil)은 서울특별시 종로구 신문로2가 1-2에서 사직동 224-2까지를 잇는 도로다. 도로명은 인근에 있는 경희궁의 명칭을 인용하여 붙여졌다.

## 연혁
- 2010년 7월 2일 : 도로명 주소 고시

## 주요 경유지
서울특별시
- 종로구 (신문로2가 - 사직동)

## 노선
| 교차로 | 접속 노선 | 소재지 | 소재지 | 비고             |
| ------ | --------- | ------ | ------ | ---------------- |
|        | 새문안로  | 종로구 | 사직동 | 교차로 이름 없음 |
|        | 사직로    | 종로구 | 사직동 | 교차로 이름 없음 |

## 부속도로
- ● : 전 구간 해당
- ▲ : 일부 구간 해당
- ✖ : 해당 없음

| 도로명      | 기점            | 종점            | 총연장 (m) | 차량 통행 가능 | 일방통행 | 소재지 | 소재지 |
| ----------- | --------------- | --------------- | ---------- | -------------- | -------- | ------ | ------ |
| 경희궁1길   | 신문로2가 1-34  | 신문로2가 1-34  | 393        | ●              | ▲        | 종로구 | 사직동 |
| 경희궁1가길 | 신문로2가 1-34  | 신문로2가 1-352 | 210        | ●              | ✖        | 종로구 | 사직동 |
| 경희궁2길   | 신문로2가 1-34  | 내수동 72-1     | 142        | ●              | ✖        | 종로구 | 사직동 |
| 경희궁3길   | 신문로2가 1-436 | 사직동 9-6      | 213        | ●              | ✖        | 종로구 | 사직동 |
| 경희궁3가길 | 사직동 9-6      | 사직동 313-28   | 206        | ●              | ✖        | 종로구 | 사직동 |
| 경희궁3나길 | 사직동 9-6      | 신문로2가 1-69  | 258        | ●              | ✖        | 종로구 | 사직동 |
| 경희궁4길   | 신문로2가 1-436 | 당주동 128-12   | 526        | ▲              | ✖        | 종로구 | 사직동 |

## 주요 건물 및 시설
- 신문파출소 (서울특별시 종로구 경희궁길 6-3)
- 서울교원회관 (서울특별시 종로구 경희궁길 27)
- 서광빌딩 (서울특별시 종로구 경희궁길 28)
- 내자빌딩 (서울특별시 종로구 경희궁길 33)
- 진학기획 (서울특별시 종로구 경희궁길 34)
- 성곡미술관 (서울특별시 종로구 경희궁길 42)
- 축구회관 (서울특별시 종로구 경희궁길 46)
- 실로암교회 (서울특별시 종로구 경희궁길 49)
- 광화문풍림스페이스본 (서울특별시 종로구 경희궁길 57)
- 투바앤/라바타운 (서울특별시 종로구 경희궁1길 1)
- 세종로자치회관 (서울특별시 종로구 경희궁1길 15)
- 주한 체코공화국 대사관 (서울특별시 종로구 경희궁1길 17)
- 샬롬직장선교회 (서울특별시 종로구 경희궁1길 19-1)
- 주한 사우디아라비아 대사관.영사관 (서울특별시 종로구 경희궁1길 28)
- 범한서적 (서울특별시 종로구 경희궁1길 35)
- 아산정책연구소 (서울특별시 종로구 경희궁1가길 11)
- 킹스매너 (서울특별시 종로구 경희궁2길 5-5)
- 내수동교회 (서울특별시 종로구 경희궁2길 5-6)
- 사직동교회 (서울특별시 종로구 경희궁3가길 15)
- 영덕학사 (서울특별시 종로구 경희궁3나길 18-4)
- 사직타운 (서울특별시 종로구 경희궁3나길 18-13)